# Ivdel (stad)
Ivdel (Russisch: Ивдель) is een stad in de Russische oblast Sverdlovsk. Het ligt op de taiga op de oostelijke helling van de Noordelijke Oeral aan de gelijknamige rivier Ivdel iets ten noorden van waar deze in de Lozva stroomt. De plaats ligt op 535 kilometer ten noorden van Jekaterinenburg en vormt een spoorwegknooppunt.

## Stedelijk district
Tot het stedelijk district van Ivdel behoren naast de stad nog 42 plaatsen. Binnen dit stedelijk district vormt de plaats Pelym (in het zuidoosten) met de plaatsen eromheen een apart stedelijk district.

## Geschiedenis
In 1589 werd hier het eerste Russische houten fort aan de oostelijke zijde van de Oeral gebouwd, genaamd Lozvinski (Лозьвинский) dat echter in 1598 weer werd opgeheven.
De huidige plaats werd gesticht in 1831 als Nikito-Ivdel, een nederzetting voor goudmijnwerkers. De naam is een samentrekking van de naam van de eigenaar Nikita Vsevolozjsk en de locatie aan de rivier. De etymologie van de hydroniem 'Ivdel' is nog niet achterhaald.
In 1925 ontstonden de eerste houtkapbedrijven in Ivdel. In 1937 werd een kantoor van de NKVD geopend in Ivdel en was er een concentratiekamp van de Goelag, waar tot 30.300 vermeende politieke tegenstanders van het communisme en andersoortige gevangenen slavenarbeid moesten verrichten. In 1943 kreeg de plaats de stadstatus.

## Economie
De plaatselijke economie bestaat uit een bosbouwcombinatie, een hydrolytische fabriek, een bedrijf dat de gasleidingen beheert, bosbeheer en het bestuur over de operaties van de houtbedrijven. Op het grondgebied van de plaats bevinden zich ertslagen van ijzer, goud, koper, bauxiet en mangaan. Ivdel was in de Tweede Wereldoorlog van groot belang voor de levering van mangaan aan de defensie-industrie in de zuidelijker gelegen Oeralsteden.

## Verkeer en vervoer
De plaats heeft alleen een wegverbinding met Severo-oeralsk, vanwaar de hoofdweg begint naar andere steden als Nizjni Tagil en Jekaterinenburg. In de toekomst zal Ivdel door de Noordelijke Oost-Westverbinding een directe verbinding krijgen met Perm, de aardgasgebieden van Chanto-Mansië en Tomsk. De plaats is vooral veel spoorverbindingen: De plaats ligt aan de spoorlijn, die loopt van Jekaterinenburg via een aantal grote mijnbouwsteden en uiteindelijk Ivdel naar Priobje in Chanto-Mansië. Voor de toekomst is een weg gepland van Ivdel naar dezelfde plaats.

## Demografie
| 1959   | 1970   | 1979   | 1989   | 2002   |
| ------ | ------ | ------ | ------ | ------ |
| 22.000 | 15.300 | 15.900 | 19.014 | 19.324 |

## Stad en omgeving
De plaats is geen aaneengesloten geheel. maar bestaat uit verschillende nederzettingen. In het zuidoostelijke deel staan industriële bedrijven en moderne huizenblokken en in het noordwestelijke gedeelte bevinden zich kantoorgebouwen en het historische centrum. De plaats heeft nog steeds veel houten gebouwen. Pas in 1957 kwamen de eerste stenen gebouwen.
In de plaats bevindt zich een historisch-etnografisch museum.
Aan de rand van de plaats ligt het beschermde natuurmonument "Кедровник"; vernoemd naar de Siberische Dwergden (Pinus pumila).
Ongeveer 50 km ten zuidwesten van de plaats ligt zapovednik Denezjkin Kamen.
Op het grondgebied van Ivdel woont een kleine gemeenschap van Wogoels sprekende Mansen aan de bovenloop van de rivier de Lozva, de enige in Rusland buiten Chanto-Mansië. In 2003 woonden nog 194 Mansen in de oblast, waarvan een groot deel in de nederzettingen Treskolje (niet op kaarten vermeld) en -sinds een aantal jaar- Oesjma (voormalige kolonie van de Ivdellag) 10 kilometer verderop.